# Dino Marcan
Dino Marcan (Rijeka, 12. veljače 1991.) hrvatski je tenisač, natjecatelj u pojedinačnoj konkurenciji i igri parova. S Marinom Draganjom 2009. osvojio je juniorski Roland Garros, kao prvi hrvatski par kojemu je to pošlo za rukom uz Lovru Zovka.

## Životopis

### Juniorska karijera
Rođen je u Rijeci 1991., a tenisom se počeo baviti s četiri godine. Rođen je u radničkoj obitelji; otac mu je radio u Hrvatskim cestama, a majka je bila komercijalistica. Jedno vrijeme trenirao ga je i Goran Prpić, ali je Marcan zbog nedostatka novca morao prekinuti suradnju. Godine 2006. preselio se u Zagreb, kako bi se mogao posvetiti tenisu. Tamo je završio i privatnu srednju školu te igrao klupske susrete po Hrvatskoj i Španjolskoj.
Prvi turnir iz serije Futures (juniorske konkurencije) osvojio je 2009. u paru s Marinom Draganjom u Bosni i Hercegovini. Sljedeće godine, ponovo s Draganjom, osvaja i juniorske turnire u Rumunjskoj i Hrvatskoj. Najuspješnija juniorska godina za njega bila je 2011., kada osvaja tri Futuresa u Turskoj, četiri u Hrvatskoj te po jedan u Srbiji i Armeniji. Osvajao ih je u paru s Draganjom, Šančićem i Androićem. Iste godine osvojio je i dva naslova u pojedinačnoj konkurenciji; na turnirima u Srbiji i Armeniji, gdje je osvajao naslove i u parovima. U pojedinačnoj juniorskoj konkurenciji kasnije je osvojio još samo turnire u Bugarskoj (2013.) i Hrvatskoj (2014.)
Posljednji juniorski turnir s Draganjom osvojio je 2012. u brazilskom gradu Blumenauu. Nakon toga s Androićem osvaja još dva turnira u Hrvatskoj te jedan u Turskoj s Brkićem. Posljednje naslove s Andronićem osvojio je 2013. Nakon toga kratkotrajno surađuje s Viktorom Baludom iz Rusije s kojim osvaja jedan kineski Challenger. Krajem iste godine započinje suradnju sa Šančićem, s kojim je do kraja 2016. osvojio šest turnira, među kojima i one u Banja Luci i marokanskoj Kenitri. Godine 2017. osvaja Challengere u Budmipešti i Anningu u paru s Austrijancem Tristanom-Samuelom Weissbornom. S njim je iste godine izborio završnicu u Bergamu i poluzavršnice u Quanzhouu i Šenženu.

### Seniorska karijera
Prvi nastup na nekom ATP turniru ostvario je početkom svibnja 2017. u Münchenu, gdje je u paru s Weissbornom u šesnaestini završnice izgubio od također hrvatsko-austrijskog para Pavić-Marach.
Uz tenis, u slobodno se vrijeme bavi nogometom.